# رولز-رویس ماستانگ ام‌کی.ایکس
رولز-رویس ماستانگ ام‌کی.ایکس (به انگلیسی: Rolls-Royce Mustang Mk.X) یک موتور هواگرد ساختِ کارخانهٔ رولز-رویس هولدینگز در کشور بریتانیا است . نخستین استفاده‌کنندهٔ این موتور نیروی هوایی سلطنتی بریتانیا بوده‌است. این موتور هواگرد برای نخستین بار در ۱۳ اکتبر ۱۹۴۲ میلادی مورد استفاده قرار گرفت.